# Кішкеу
Кішкеу (рум. Chișcău) — село у повіті Біхор в Румунії. Входить до складу комуни П'єтроаса.
Село розташоване на відстані 363 км на північний захід від Бухареста, 74 км на південний схід від Ораді, 83 км на захід від Клуж-Напоки, 135 км на північний схід від Тімішоари.

## Населення
За даними перепису населення 2002 року у селі проживала 761 особа, з них 758 осіб (99,6%) румунів. Рідною мовою 758 осіб (99,6%) назвали румунську.